# Mozambique op de Olympische Zomerspelen 1992
Mozambique nam deel aan de Olympische Zomerspelen 1992 in Barcelona, Spanje. Het was de vierde deelname van het land. De selectie bestond uit zes atleten, actief in twee verschillende sporten. Net zoals de voorbije drie deelnames werden er geen medailles gewonnen. Atleet Jaime Rodrigues droeg de Mozambikaanse vlag tijdens de openings- en sluitingsceremonie. 

## Deelnemers en resultaten
(m) = mannen, (v) = vrouwen 

### Atletiek
| Olympiër               | Discipline | Resultaat | Prestatie                                                                     |
| ---------------------- | ---------- | --------- | ----------------------------------------------------------------------------- |
| Jaime Rodrigues        | 400m (m)   | 60e       | serie 1: 7de in 48,89                                                         |
|                        |            |           |                                                                               |
| Tina Paulino           | 400m (v)   | 20e       | serie 3: 5de in 52,93 kwartfinale 2: 7de in 52,34                             |
| Maria de Lurdes Mutola | 800m (v)   | 5e        | serie 5: 2de in 2.00,83 halve finale 1: 2de in 1.58,16 finale: 5de in 1.57,49 |
| Maria de Lurdes Mutola | 1500m (v)  | 9e        | serie 2: 3de in 4.07,59 halve finale 1: 3de in 4.04,20 finale: 9de in 4.02,60 |

### Zwemmen
| Olympiër        | Discipline           | Resultaat | Prestatie                  |
| --------------- | -------------------- | --------- | -------------------------- |
| José Mossiane   | 50m vrije slag (m)   | DSQ       | serie 4: gediskwalificeerd |
| Sergio Faftine  | 100m schoolslag (m)  | 55e       | serie 2: 6de in 1.13,76    |
|                 |                      |           |                            |
| Mariza Gregorio | 100m vlinderslag (v) | 49e       | serie 1: 6de in 1.10,27    |

Albanië · Algerije · Amerikaanse Maagdeneilanden · Amerikaans-Samoa · Andorra · Angola · Antigua en Barbuda · Argentinië · Aruba · Australië · Bahama's · Bahrein · Bangladesh · Barbados · België · Belize · Benin · Bermuda · Bhutan · Bolivia · Bosnië en Herzegovina · Botswana · Brazilië · Britse Maagdeneilanden · Bulgarije · Burkina Faso · Canada · Centraal-Afrikaanse Republiek · Chili · China · Chinees Taipei · Colombia · Congo-Brazzaville · Cookeilanden · Costa Rica · Cuba · Cyprus · Denemarken · Djibouti · Dominicaanse Republiek · Duitsland · Ecuador · Egypte · El Salvador · Equatoriaal-Guinea · Estland · Ethiopië · Fiji · Filipijnen · Finland · Frankrijk · Gabon · Gambia · Gezamenlijk team · Ghana · Grenada · Griekenland · Groot-Brittannië · Guam · Guatemala · Guinee · Guyana · Haïti · Honduras · Hongarije · Hongkong · Ierland · IJsland · India · Indonesië · Irak · Iran · Israël · Italië · Ivoorkust · Jamaica · Japan · Jemen · Jordanië · Kaaimaneilanden · Kameroen · Kenia · Koeweit · Kroatië · Laos · Lesotho · Letland · Libanon · Libië · Liechtenstein · Litouwen · Luxemburg · Madagaskar · Malawi · Malediven · Maleisië · Mali · Malta · Marokko · Mauritanië · Mauritius · Mexico · Monaco · Mongolië · Mozambique · Myanmar · Namibië · Nederland · Nederlandse Antillen · Nepal · Nicaragua · Nieuw-Zeeland · Niger · Nigeria · Noord-Korea · Noorwegen · Oeganda · Oman · Oostenrijk · Pakistan · Panama · Papoea-Nieuw-Guinea · Paraguay · Peru · Polen · Portugal · Puerto Rico · Qatar · Roemenië · Rwanda · Saint Vincent‑Grenadines · Salomonseilanden · Samoa · San Marino · Saoedi-Arabië · Senegal · Seychellen · Sierra Leone · Singapore · Slovenië · Soedan · Spanje · Sri Lanka · Suriname · Swaziland · Syrië · Tanzania · Thailand · Togo · Tonga · Trinidad en Tobago · Tsjaad · Tsjecho-Slowakije · Tunesië · Turkije · Uruguay · Vanuatu · Venezuela · Verenigde Arabische Emiraten · Verenigde Staten · Vietnam · Zaïre · Zambia · Zimbabwe · Zuid-Afrika · Zuid-Korea · Zweden · Zwitserland · Onafhankelijke olympische deelnemers